# Dentigonium tantulum
Dentigonium tantulum là một loài chân đều trong họ Paramunnidae. Loài này được Shimomura miêu tả khoa học năm 2009.